# Rîșcani (Chișinău)

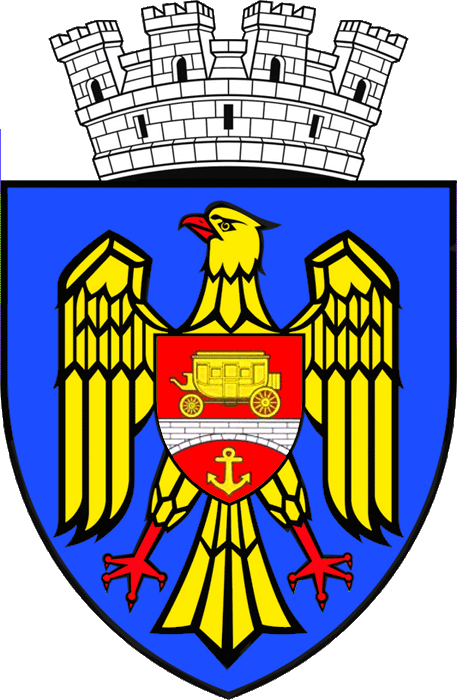
Wappen

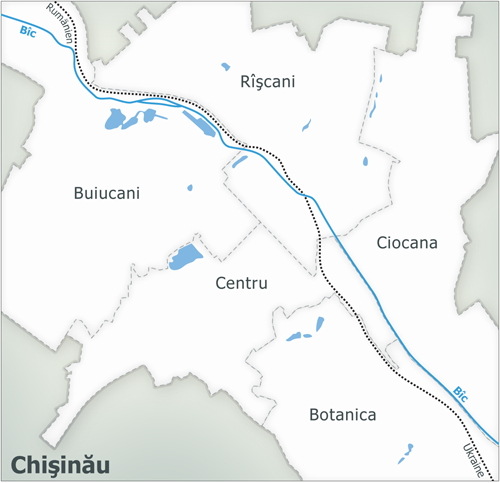
Bezirke von Chișinău

Rîșcani (russisch Рышкановка / Ryschkanowka) ist ein Bezirk im Norden der moldauischen Hauptstadt Chișinău. Bei der Volkszählung 2004 hatte er 132740 Einwohner.

## Geschichte
Ab der ersten Hälfte des 15. Jahrhunderts gehörte das Gebiet, in dem das heutige Rîșcani entstehen sollte, dem Schreiber Michail Otsel und dessen Nachkommen. Im Jahr 1717 erwarb der Schatzmeister Ieremia Visternicul die Hälfte des Landstrichs, die nun seinen Namen tragen sollte: Visterniceni. Der Rest des Gebiets wurde auf mehrere Grundbesitzer aufgeteilt. 1772 wechselte das südöstliche Visterniceni in den Besitz von Constantin Râșcanu (auch Rîșcanu), nach dem der heutige Bezirk benannt ist. 
Auf einem Hügel in der Nähe des Flusses Bîc ist die 1777 erbaute Kirche zu den heiligen Konstantin und Helena erhalten geblieben. Am Fuße des Hügels, auf dem die Kirche steht, wurden 1877 bulgarische Milizionäre ausgebildet, die sich dann am Russisch-Osmanischen Krieg von 1877/1878 beteiligten. Am Paradeplatz wurde eine Kapelle erbaut, die später in eine Gedenkstätte für die bulgarische Miliz umgewandelt wurde. Seit 1966 befindet sich dort auch ein Obelisk.
Mitte des 19. Jahrhunderts rückte die wachsende Stadt Chișinău näher an Rîșcani. In Rîșcani selbst gab es 1870 122 Häuser und 512 Einwohner. Seit Ende des 19. Jahrhunderts befindet sich der ehemalige Vorort innerhalb der Stadtgrenzen von Chișinău. Zur Jahrhundertwende siedelten sich kleine Industriebetriebe an, dennoch blieb Rîșcani bis zum Ende des Zweiten Weltkriegs ein von schmalen Straßen und niedrigen Gebäuden mit Schilfdächern geprägter Ort. 
Der Bau von vier- bis fünfstöckigen Wohnhäusern begann hier erst im Spätsommer 1950. Anfang der 1970er Jahre entstanden die ersten neunstöckigen Gebäude. Außerdem wurde ein Krankenhaus erbaut. 

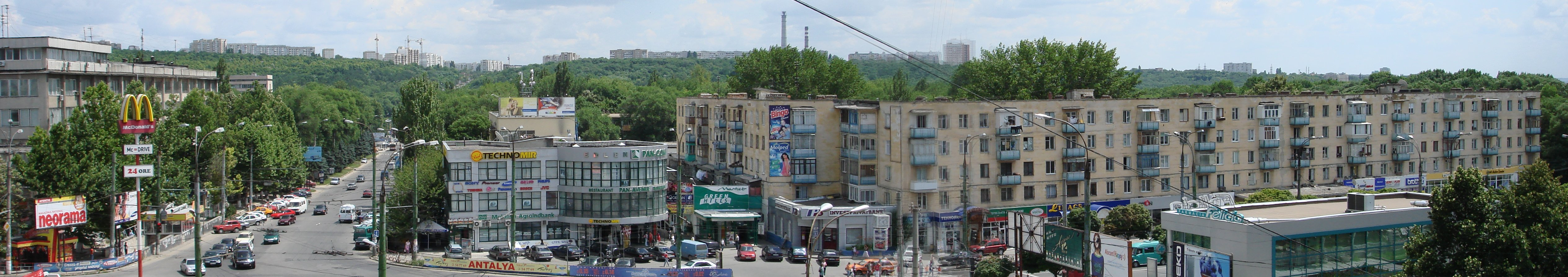
Rîșcani